# Veľké Pole
Veľké Pole (in ungherese Pálosnagymező, in tedesco Otochwiesen oppure Hochwiesen) è un comune della Slovacchia facente parte del distretto di Žarnovica, nella regione di Banská Bystrica.